# Chasing Lights
Chasing Lights − debiutancki album brytyjsko-irlandzki girlsbandu The Saturdays. Album został wydany 27 października 2008 roku przez wytwórnię Fascination. Zespół współpracował z takimi producentami jak: Cutfather, Chris Braide, David Eriksen, Josef Larossi.
Album zadebiutował na 49. miejscu UK Albums Chart, a 25 stycznia 2009 osiągnął pozycję 9 w notowaniu. 6 listopada 2009 album uzyskał status platynowej płyty rozchodząc się w ponad 400,000 egzemplarzy.

## Single
- "If This Is Love" został wydany jako singiel inauguracyjny 28 lipca 2008. Utwór zadebiutował na miejscu 8 UK Singles Chart i jest pierwszym utworem zespołu w top 10.
- "Up" wydany cyfrowo 12 października 2009 jako drugi singel z albumu. Utwór dotarł do 5. miejsca UK Singles Chart i 11 Irish Singles Chart. Wydany jako pierwszy singel promujący album w Brazylii.
- "Issues" ukazał się 5 stycznia 2009 roku i dotarł do 4. miejsca najpopularniejszych singli w Wielkiej Brytanii.
- "Just Can’t Get Enough" wydany 2 marca 2009 jako oficjalny hymn organizacji charytatywnej Comic Relief. Utwór oryginalnie wykonywał zespół Depeche Mode. Singel w pierwszym tygodniu uplasował się na 2. miejscu UK Singles Chart wyprzedzony przez utwór Flo Ridy "Right Round".
- "Work" został wydany 29 czerwca 2009 jako ostatni singel promujący album. Utwór uplasował się na 22. miejscu zestawienia najpopularniejszych singli w Wielkiej Brytanii, co czyni go najmniej popularnym spośród wszystkich singli wydanych z albumu.

## Lista utworów
| Nr. | Tytuł piosenki                              | Autor i współtwórcy tekstu piosenki                                                             | Producent/Producenci         | Czas |
| --- | ------------------------------------------- | ----------------------------------------------------------------------------------------------- | ---------------------------- | ---- |
| 1.  | "If This Is Love"                           | Alison Moyet, Ina Wroldsen, Joe Belmaati, John Reid, Mich Hansen, Mikkel Sigvardt, Vince Clarke | Cutfather & Joe              | 3:23 |
| 2.  | "Up"                                        | Andreas Romdhane, Wroldsen, Josef Larossi                                                       | Quiz & Larossi               | 4:05 |
| 3.  | "Keep Her"                                  | David Eriksen, Wroldsen, Thomas Eriksen                                                         | D. Eriksen, T. Eriksen       | 3:01 |
| 4.  | "Issues"                                    | Evan Rogers, Carl Sturken                                                                       | Evan Rogers, Carl Sturken    | 3:32 |
| 5.  | "Lies"                                      | D. Eriksen, Wroldsen, T. Eriksen                                                                | D. Eriksen, T. Eriksen       | 3:51 |
| 6.  | "Work"                                      | Harry Sommerdahl, Wroldsen, Kalle Engstrom                                                      | Sommerdahl, Engstrom         | 3:11 |
| 7.  | "Chasing Lights"                            | Chris Braide, Wroldsen                                                                          | Braide                       | 4:01 |
| 8.  | "Set Me Off"                                | D. Eriksen, Wroldsen, T. Eriksen                                                                | D. Eriksen, T. Eriksen       | 3:04 |
| 9.  | "Fall"                                      | Andre Lindal, Wroldsen, J.C. Isaksen                                                            | D. Eriksen, T. Eriksen       | 3:22 |
| 10. | "Vulnerable"                                | Alex James, Dean Gilliard, Matt Ward, Nina Woodford                                             | Gilliard, Ward               | 4:04 |
| 11. | "Why Me, Why Now"                           | Hannah Robinson, Paul Statham                                                                   | Statham                      | 3:46 |
| 12. | "Up" (Wideboys Remix Edit) (UK bonus track) | Romdhane, Wroldsen, Larossi                                                                     | Quiz & Larossi, The Wideboys | 3:01 |

| Reedycja (2009) |
| --- |
| 12. Just Can’t Get Enough – Clarke – D. Eriksen – 3:05 13. "Up" (Wideboys Remix Edit) (UK bonus track) – Romdhane, Wroldsen, Larossi – Quiz & Larossi, The Wideboys – 3:01 |

## Notowania i certyfikaty
| Lista (2008)            | Najwyższa pozycja |
| ----------------------- | ----------------- |
| European Top 100 Albums | 46                |
| Irish Albums Chart      | 34                |
| UK Albums Chart         | 9                 |

| Kraj            | Nadający | Certyfikat |
| --------------- | -------- | ---------- |
| Wielka Brytania | BPI      | Platyna    |